# Tehuixtla (Morelos)
Tehuixtla es una población mexicana perteneciente al municipio de Jojutla, al sur del estado de Morelos.
El nombre correcto de esta población es San Pedro Tehuixtla. 
La toponimia de Tehuixtla proviene del vocablo náhuatl Tetl = piedra, Huix = espina o púa y tlan = lugar. Por lo que un posible significado al español sea: “en las espinas duras como piedra” o “lugar de los pedernales puntiagudos”.

## Historia
La historia del pueblo se conoce muy poco. Su origen se remonta a las antiguas tribus de tlahuicas y xochimilcas que se establecieron en el territorio morelense. Fundado en el periodo anterior a la conquista de México. Algunas fuentes orales señalan que el pueblo originalmente se encontraba en la otra ribera del río Amacuzac, debido a la epidemia de la cólera, los pobladores sobrevivientes se cruzaron de ribera, dando gracias a la Virgen del Rosario. La parroquia de San Pedro Apóstol data de principios del siglo XVII, pero el monumento que actualmente conocemos se construyó debido a las crecientes necesidades de la población en el siglo XVIII y desde esa fecha a la actualidad ha sufrido varias remodelaciones siendo las más importantes y destructivas las de 1950 y 1992. Otro hecho destacable es que Tehuixtla otorgó tierras a una colonia de "franceses" -posiblemente criollos originarios del País Vasco tanto francés como español- para que poblaran Tilzapotla, ahora villa independiente de Tehuixtla perteneciente al municipio de Puente de Ixtla. En el periodo de la revolución mexicana Tehuixtla era una población pequeña ya que había sufrido las pestes de los siglos anteriores, pero comenzaba a cobrar importancia y por ello en este territorio se libraron varios combates entre los ejércitos revolucionarios, donde la población civil resultó ser la más afectada por este conflicto. Durante el siglo XX su principal atractivo turístico, el balneario Isstehuixtla -antes conocido como La Fundición- era reconocido y visitado por turismo de todo el país, por lo que en las riberas del aledaño río Amacuzac florecieron varios restaurantes en donde se vendía el tradicional rompope “Tehuixtla”, que le diera fama nacional a este pueblo. En esa época se filmaron varias películas del cine mexicano, donde el río y los puentes colgantes llamados “hamacas” fueron escenarios para figuras como El Santo o Javier López "Chabelo". 
En la actualidad Tehuixtla es un pueblo atractivo para el turismo al contar con tradiciones y costumbres muy arraigadas. Su fiesta típica, conocida a nivel nacional e internacional es la feria en honor a la Santa Virgen del Rosario, que se celebra el primer domingo de octubre de cada año en esta población del sur de Morelos. Aunque la parroquia está consagrada a San Pedro Apóstol, la fiesta grande es en octubre.
Actualmente en Tehuixtla las principales fuentes de empleo son la agricultura, la ganadería y el comercio, aunque son muy importantes las remesas que los tehuixtlecos establecidos en Estados Unidos envían a sus familias. 
Entre las personalidades oriundas de este pueblo, sobresalen: Ana Bertha Espín (actriz), María Elena Espín Ocampo (estadista), Mónica Ocampo Medina  (futbolista), Gloria Samperio (escritora) y Emmanuel Espín Pineda (cronista).

## Ubicación
Tehuixtla está situado en el Municipio de Jojutla, en el Estado de Morelos. Cuenta con 6,311 habitantes (2010). Colinda al norte con las comunidades de Tequesquitengo y Puente de Ixtla y del lado sur con el poblado de Tilzapotla. El zócalo de la comunidad se encuentra a los 18° 33′ 35.48″ de latitud norte y 99°16'12.09" de longitud oeste, ubicándose a una altitud de: 893 metros.
La ubicación de otros sitios de interés:
Parroquia San Pedro Apóstol (latitud:18° 33′ 35.07″ N, longitud:99° 16′ 15.72″ O, 894 m s. n. m.); Pláza Cívica (18° 33′ 36.32″ N,99° 16′ 16.78″ O, 894 m s. n. m.); Unidad deportiva Tehuixtla (18° 34′ 15.33″ N, 99° 16′ 5.26″ O, 899 m s. n. m.); Colegio de Bachilleres del Estado de Morelos (Plantel 08) (18° 34′ 15.77″ N, 99° 16′ 13.82″ O, 904 m s. n. m.); Balneario Issstehuixtla (18° 32′ 51.82″ N,  99° 16′ 13.81″ O, 866 m s. n. m.).

## Comunicación
Tehuixtla cuenta con servicio de correos, contando con el código postal 62910. Así mismo con líneas telefónicas fija y móviles. Además de servicio de Internet público.

## Carreteras
Está integrado por una red carretera, siendo las principales vías: las carreteras estatales Jojutla-Tehuixtla, Tehuixtla -Tilzapotla, Tehuixtla- Puente de Ixtla, Tehuixtla -Río Seco y Tehuixtla - Los lagartos; así mismo cuenta con carreteras vecinas que unen al pueblo con distintas localidades como la Tigra y Los Ídolos.

## Atractivos turísticos
Principalmente son sus dos balnearios, el ISSSTEhuixtla y Las Palmas, así como la alberca natural de El Regadío, las socorridas playas del río Amacuzac y una playa en Tequesquitengo perteneciente al ejido de Tehuixtla. El pueblo cuenta además con centros de turismo de aventura privados donde se pueden practicar deportes como escalada o piragüismo. Sus paisajes son muy solicitados por turistas que buscan tranquilidad y esparcimiento: desde contemplar una hermosa luna de octubre en un cielo transparente o maravillarse con los campos nocturnos iluminados por centenares de luciérnagas. Los turistas cuentan con varios acogedores hoteles así como casas en alquiler -algunas con alberca- para vacaciones y fines de semana.

## Monumentos históricos
Se puede apreciar la arquitectura de la parroquia de San Pedro Apóstol que data de principios del siglo XVI y cuya fachada principal se remonta al siglo XVIII. En el jardín la parroquia es posible admirar la ventana arqueológica del basamento piramidal del teocalli del señorío de Tehuixtlan, descubierto por el INAH en el 2013.  También los visitantes podrán ver el viejo reloj de la torre de la plaza mayor -el zócalo- que data de la primera mitad del siglo XX. Además en el pueblo aún sobreviven algunas viejas casonas de adobe que datan del siglo XVIII.

## Fiestas y tradiciones
Fiestas:
La feria con mayor arraigo entre la gente del pueblo y la comarca es la feria en honor a la Santísima Virgen del Rosario.
Se realiza el carnaval de Semana Santa, cuya fiesta dura cinco días antes del miércoles de ceniza. Entonces se baila el brinco del chinelo y se realizan bailes y desfiles por las calles de la comunidad.
• El 10 de abril, se conmemora la muerte del general Emiliano Zapata en la colonia que lleva el mismo nombre.
• El 3 de mayo en la colonia la Nopalera se festeja el día de la Santa Cruz con jaripeos y corrida de caballos.
• El 29 de junio, se festeja al santo patrono del pueblo, San Pedro Apóstol. Es tradición hacer en los hogares mole verde con tamales de nejo o de ceniza.
• El primer domingo de octubre se festeja a la Virgen del Rosario, patrona del lugar, con misa de tres ministros y con la presencia del señor Obispo de la diócesis de Cuernavaca; se realizan procesiones de todas las colonias de la comunidad y participan peregrinaciones de otros pueblos como Tequesquitengo, Chisco y Vicente Aranda. En esta fiesta hay jaripeo, peleas de gallos, carreras de caballos, eventos deportivos, y culturales, además de la exposición agrícola y ganadera con productores de distintos estados de la república, principalmente de Guerrero, Oaxaca, Puebla y Tlaxcala. Una reciente tradición es el enfrentamiento en el Deportivo Tehuixtla entre los equipos de Los Ángeles y Chicago, conformados originalmente por emigrados del pueblo a Estados Unidos que año con año vuelven a la feria de octubre. Entre todos los jugadores se encuentra el Ing. Agrónomo Narciso Aranda, quien fue reconocido por el municipio por su liderazgo y contribuciones a este deporte y a la gente de Tehuixtla. Estos encuentros son esperados todo el año ya que se celebra con mucha cerveza y música tradicional de Tehuixtla.
• El 2 de noviembre, se festeja con una celebración en el panteón de la comunidad el tradicional día de muertos. 3 días antes los pobladores adornar sus calles con flores y altares tapisados de servilletas bordadas para sus difuntos. En esta fecha se puede disfrutar de las tradicionales hojaldras de Tehuixtla, que se elaboran de natas, nuez, huevo y espovoradas de azúcar. 
• El 12 de diciembre, se realiza una pequeña fiesta en honor a la Virgen de Guadalupe en la colonia que lleva este nombre. La gente del pueblo acostumbra este día a llevar imágenes de la Virgen a bendecir, además de cantarle las Mañanitas.

## Danzas
Estas se desarrollan dentro de la feria del pueblo, durante el mes de octubre. Las más destacadas son: El brinco del chinelo, la de las Pastoras y la de la Mojiganga.

## Música
Amenizan las fiestas bandas de viento, y tríos. Fueron célebres en Tehuixtla las agrupaciones musicales como los "Ribers", "Los Charangos" "Los cucarachos"y "Los Rocolos". Existen varios compositores de música dentro de esta comunidad, el más conocido Teodoro Bello, quien es el autor de la famosa canción Jefe de Jefes.

## Artesanías
En la comunidad de Tehuixtla se elaboran distintas artesanías que van desde artículos como bolsas, blusas, rebosos y faldas en manta, hasta la elaboración de alebrijes en papel maché y huaraches de cuero. Una artesanía que prácticamente se ha perdido, es la elaboración de comales de barro, aunque aún a los tehuixtlenses se les conoce en la zona como "comaleros".

## Gastronomía
- Queso Tehuixtla
- Rompope Tehuixtla

Es una tradición el mole verde de pipían con tamales de ceniza, aunque también los tehuixtlenses elaboran mole rojo de guajolote, cecina con queso, crema, requesón y por supuesto el emblema que ha distinguido a Tehuixtla, su tradicional rompope. Además de las típicas gordas y picadas acompañadas de huajesquites que se consiguen todos los días en el mercado o en los abundantes puestos que salpican todo el pueblo.

## Centros turísticos
Existe una variedad de balnearios como el Issstehuixtla, el Regadío, la playa ejidal a orillas del lago de Tequesquitengo y las Palmas.

## Educación
Educación preescolar: 
- Jardín de Niños Federico Froebel
- Jardín de Niños Las Rosas
- Jardín de Niños Jean Peaget -particular-

Educación primaria: 
- Escuela Primaria Ignacio Zaragoza
- Escuela Primaria Benito Juárez
- Escuela Primaria Netzahualcóyotl
- Escuela Primaria Rafael Ramírez

Educación secundaria:
- Escuela Secundaria Federal José Vasconcelos

Educación media superior: 
- 20 de Agosto (técnico profesional, privado)
- Colegio de Bachilleres Plantel Número 08.